# San Simeon
San Simeon è un census-designated place della contea di San Luis Obispo nello stato della California.
Secondo il censimento del 2010 gli abitanti erano 462. Nei pressi del centro urbano è situato il castello Hearst, enorme residenza privata fatta edificare dal magnate della stampa William Randolph Hearst.